# Old Red Wine
Pistes de Then and Now
Real Good Looking Boy
Old Red Wine est le titre d'une chanson du groupe britannique The Who présente sur l'album Then and Now, sorti en 2004. Elle est également parue en face B du single Real Good Looking Boy, sorti la même année.
Cette chanson rend hommage au bassiste des Who, John Entwistle, décédé en 2002.     

## Musiciens
- Roger Daltrey : chant
- Pete Townshend : guitare
- Pino Palladino : basse

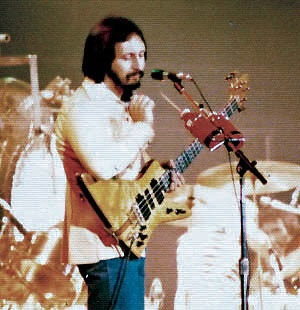
John Entwistle

- John Bundrick : orgue Hammond, piano
- Zak Starkey : batterie

- Simon Townshend : producteur
- Myles Clarke, Bob Pridden : ingénieurs du son